# Kids Are United E.P.
Kids Are United E.P. – minialbum niemieckiego zespołu digital hardcore Atari Teenage Riot, wydany w 1995 roku.

## Lista utworów
1. "Kids Are United!" - 3:38
2. "FFFF" - 0:19
3. "Not Your Business" - 2:30
4. "Riot Sounds Produce Riots" - 0:30
5. "Strike" - 3:43
6. "Deutschland (Has Gotta Die!)" (remix) - 2:51
7. "Atari Teenage Riot" (na żywo) - 4:04
8. "P.O.F." - 0:36